# Neuza Back
Neuza Inês Back (Saudades, Santa Catarina, Brazília, 1984. augusztus 11. –) brazil nemzetiségű női labdarúgó-játékvezető és játékvezető-asszisztens, a CONMEBOL és a FIFA játékvezetői keretének tagja.
Asszisztensként közreműködött a 2014-es Copa Libertadores Femeninan, a 2019-es női labdarúgó-világbajnokságon (itt Edina Alves Batista asszisztenseként, párban Tatiane Sacilottival), a 2020-as FIFA-klubvilágbajnokságon, a 2020. évi nyári olimpiai játékokon, valamint a 2022-es labdarúgó-világbajnokságon. 
2022-ben a katari világbajnokságon Back egyike volt a FIFA által delegált tartalék-játékvezetőknek, valamint történelmet írt azzal, hogy a Németország–Costa Rica mérkőzésen első női partjelzőként léphetett pályára felnőtt férfi világbajnoki mérkőzésen, akárcsak társa, a mexikói Karen Díaz Medina, továbbá ezen a mérkőzésen a játékvezető is első alkalommal volt nő Stéphanie Frappart személyében.
Back emellett több mérkőzésen is szerepet kapott mint tartalék-játékvezető, legutoljára a Horvátország–Marokkó bronzmérkőzésen.
Emellett a brazil első osztályban is tevékenykedik.
- Neuza Back a Twitteren